# 押田氏
押田氏（おしだし）は、清和源氏の家系の一つで、河内源氏の棟梁八幡太郎義家の七男・陸奥六郎義隆を祖とする若槻氏の支流とされ、信濃国水内郡押田（現在の長野県長野市浅川押田）を起源とするという。
義隆の次男頼隆の代に至り、若槻荘を中心とした若槻氏が成立、頼隆は御家人として重きをなすが、鎌倉幕府内の北条氏と三浦氏の対立に巻き込まれ、討ち死にし、その子孫が下総国の千葉氏に匿われたことで千葉氏の重臣となり、下総国の押田氏として家名を伝えた。
押田氏の家祖は頼隆の長男頼胤の子である押田頼広。代々千葉氏の重臣を務め、主家の姫と婚姻し、千葉氏の一門格となる。家紋は主家より賜った九曜紋。通字は胤、吉、勝など。

## 戦国時代
戦国時代には下総国匝瑳郡八日市場城主としてあった。代々、近江守を称し、千葉氏の重臣として仕えていたが押田輔吉の代に主君千葉輔胤の娘を妻に迎えて九曜紋の使用を許されて千葉氏の一門格となる。輔吉の子押田教友は千葉介輔胤の外孫にあたることから、主君千葉孝胤、勝胤、昌胤の3代に重用されることとなった。さらに、教友の妹は、千葉氏の庶流であり有力な千葉氏の家老まで務めた有力武将鏑木胤永に嫁ぎ、一門としてますますその勢力を広げていくこととなった。教友の子である押田吉持は勝胤・昌胤の2代に仕えていたが、天文元年（1532年）10月、武蔵国において北条氏康の軍と戦って戦死し、押田氏は嫡男を失う痛手を蒙った。その後、吉持の跡を継承した吉持の遺児　押田昌定は勇猛果敢な武将であり、千葉昌胤・利胤、親胤・胤冨の4代に仕え、天文7年（1538年）十月の国府台の合戦では千葉昌胤に従軍し軍功を挙げている。しかしさらに天文16年（1547年）7月の佐竹義昭との戦いでも奮戦しているなど歴戦の武将として戦績を飾るなど、家運を回復させたものの、吉持の子である押田胤定の代には再び窮地に立った。胤定は父・吉持の家督を継承後、先祖伝来の八日市場城の城主の他、横須賀城主であったとされ、千葉胤富、良胤、邦胤、重胤の4代に仕えていたが、この頃の千葉氏は北条氏との姻戚関係によりようやく家運を保っていた状態であった。

## 安土桃山時代から江戸時代初期
その後、胤定は天正17年（1589年）、北条氏の傘下として北条氏直の対佐竹戦線に従軍するなど、北条氏の戦力として借り出されていたが、その翌年に関白豊臣秀吉による小田原征伐では、千葉重胤に従って小田原湯本口の守備につくなど、20万以上の兵力を有する豊臣方の大軍を相手にするなど、苦況に立たされた。北条方の降伏により、胤定は落命を免れたものの、小田原落城後は自領であった野手村に蟄居し家督を嫡男押田吉正に譲り、前後して当時、下総・上総の地域で急速に力をつけた千葉氏の一門　井田胤徳の娘を迎えることで何とか家運を保った。その後、北条氏の旧領に徳川家康が入部し、吉正は子の押田豊勝とともに徳川氏に召し出された。吉正・豊勝親子は江戸幕府の幕臣となり、大坂冬の陣・夏の陣にも参戦し、吉正は大番頭となり、500石を賜り、豊勝は2代将軍秀忠の小姓に登用された。以後、押田氏は代々、旗本として存続する。

## 江戸時代後期
その後、押田氏は徐々に家運を上昇させ、豊勝の子・押田直勝の代に至り、用人として登用され石高は1,500石加増され、常陸国茨城郡に知行を与えられる。さらに、直勝は5代将軍徳川綱吉の嫡男徳松の傅役に抜擢され、江戸城西ノ丸に移り、上総国夷隅郡に300石を加増されて、総計2,200石を知行する大身となった。
江戸時代、押田氏の家運が最も高まったのは、10代将軍徳川家治に仕えた押田勝長の代である。勝長は徳川家斉に仕えていたが、大奥の侍女として奉公していた妹が家斉に見初められ、於楽御方が側室になり、さらに12代将軍徳川家慶を生み香琳院と称され、押田氏としては初の従二位という高位者を輩出することとなった。さらに、勝長は息女が甥にあたる将軍家慶の側室に選ばれ、清涼院となり、一橋徳川家の徳川慶昌を生んだ。

## 家系
- 八幡太郎義家-陸奥七郎義隆-若槻伊豆守頼隆-若槻下総守頼胤-押田太郎頼広
- 押田太郎頼広-押田孫太郎胤義-押田三郎輔義-押田又太郎輔忠---(略)---押田次郎太郎頼忠-押田又二郎-押田掃部-伊勢守常吉-押田近江守輔吉-押田近江守教友-押田近江守吉持-押田近江守昌定-押田下野守胤定-押田与一郎吉正-押田三郎次郎豊勝-押田三左衛門直勝-押田与五郎正勝-押田藤右衛門勝与-押田吉二郎勝久-押田藤二郎敏勝-押田長次郎勝長